# Werkbundarchiv – Museum der Dinge

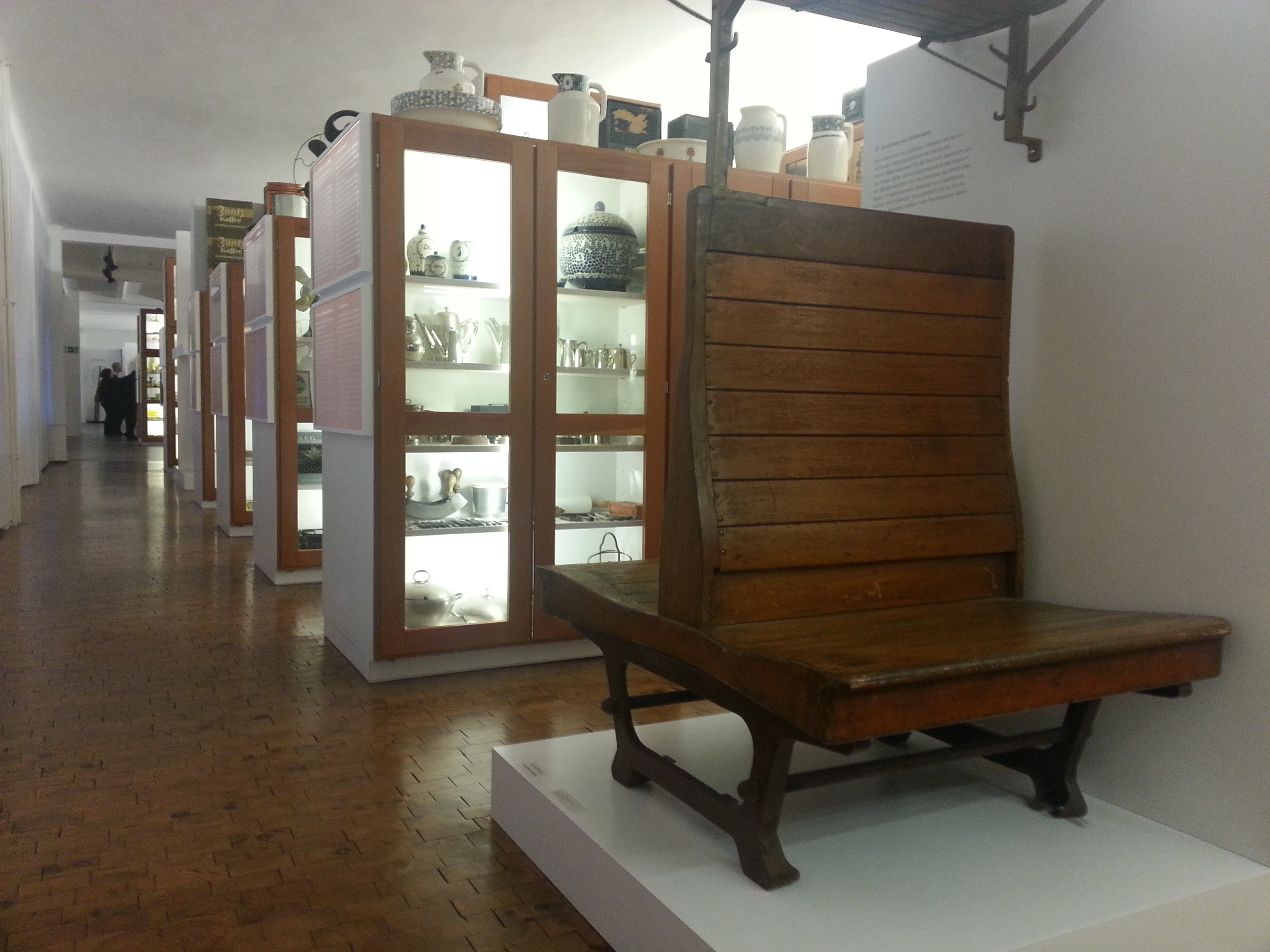
Ausstellungsräume (Foto: 2013)

Das Werkbundarchiv – Museum der Dinge in Berlin ist ein Museum, das sich der von der industriellen Massen- und Warenproduktion geprägten Sachkultur des 20. und 21. Jahrhunderts widmet.

## Allgemeines und Standorte

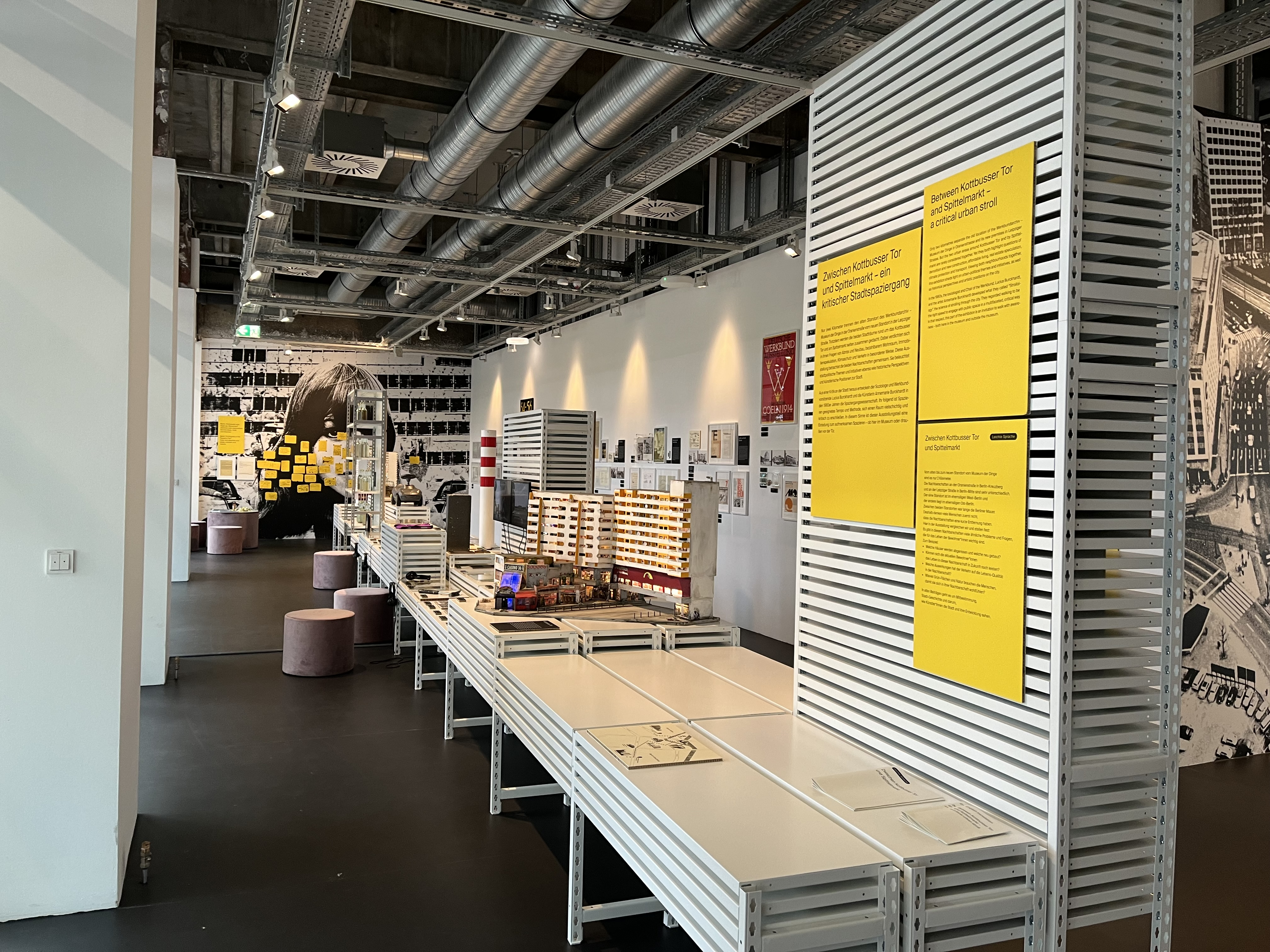
Sonderausstellung Profitopolis oder der Zustand der Stadt, mit der das Museum am Standort Leipziger Straße eröffnet wurde

Das Museum war ursprünglich in einem ehemaligen Werkstattgebäude in der Oranienstraße untergebracht. Es verfügt über einen Sammlungsbestand von ca. 20.000 Objekten und ca. 35.000 Dokumenten. Kern der Institution ist das Archiv des Deutschen Werkbunds (DWB).
Der Begriff Ding bedeutet hier – überwiegend bewegliche – Objekte der dinglichen Umwelt des Menschen, Alltagsgegenstände, die das Leben des Menschen prägen, Objekte des Produktdesigns.
Der Standort Oranienstraße wurde im November 2023 geschlossen, der Nachfolgestandort befindet sich seit dem 23. Mai 2024 in der Leipziger Straße 54,

## Der Deutsche Werkbund

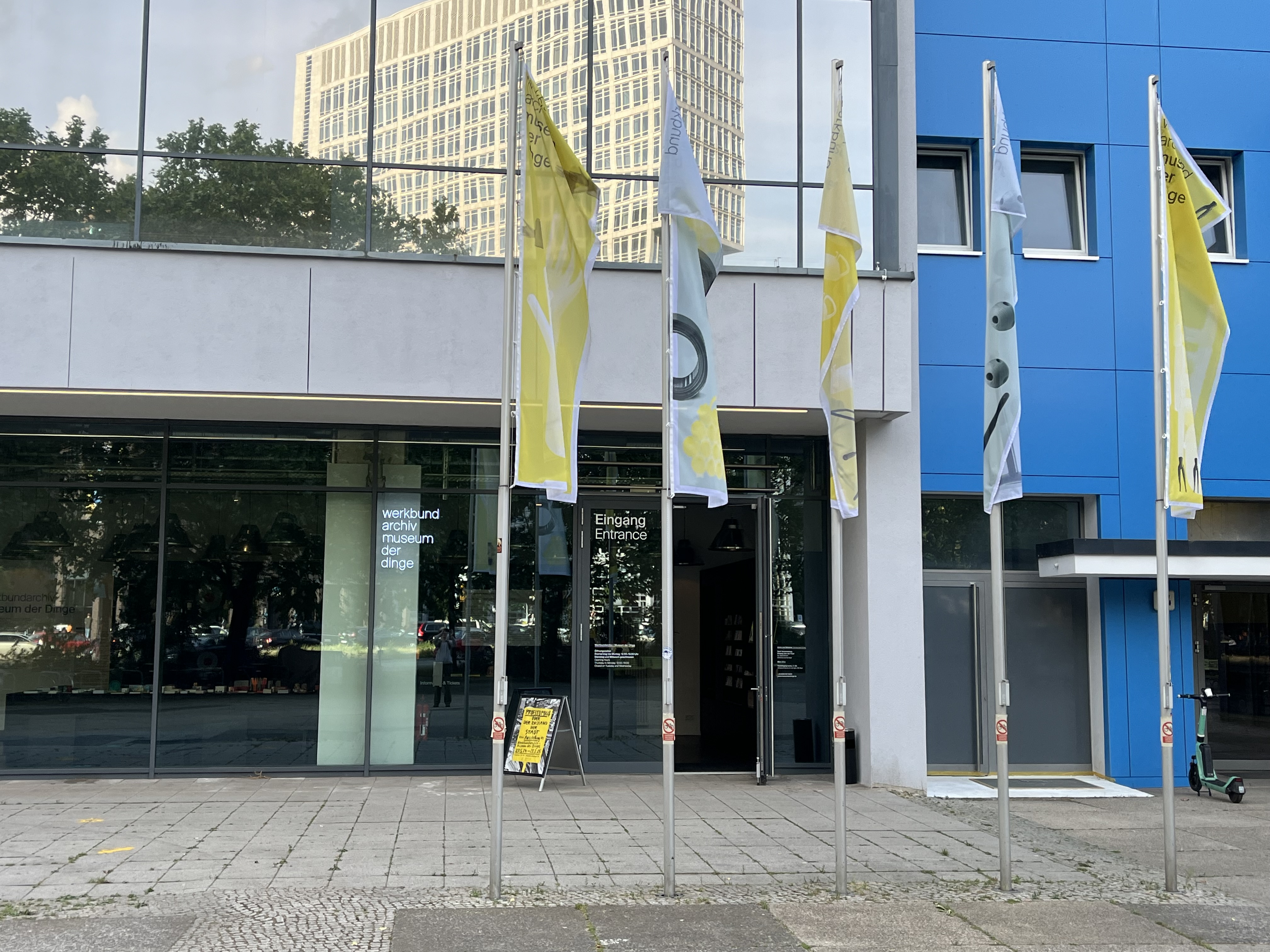
Eingang zum Werkbundarchiv – Museum der Dinge in der Leipziger Straße 54, seit dem 23. Mai 2024

Die 1907 von Künstlern, Industriellen und Kulturpolitikern gegründete Vereinigung war Teil der utopischen Kulturtendenzen zu Beginn des 20. Jahrhunderts, die eine Reform der Lebensverhältnisse angestrebt haben. Der mit der industriellen Massenproduktion einhergehenden Entfremdung wollte der DWB entgegenwirken durch eine reformierte, modern-sachliche Gestaltung von industriell gefertigten Produkten sowie von Architektur und Lebenswelt. Neben der Einflussnahme auf ein zeitgemäßes Entwerfen und Produzieren von Dingen und Ensembles war die ästhetische Bildung Kernaufgabe des DWB.

## Das Werkbundarchiv
Das 1973 gegründete Werkbundarchiv wird von einem gemeinnützigen Verein getragen und sieht seine Aufgabe sowohl in der Bewahrung und wissenschaftlichen Dokumentation des Werkbundschaffens als auch in dessen zeitgenössischer Interpretation und Reflexion. Daher beschränkt sich das Museum der Dinge in seiner Sammlungs- und Ausstellungstätigkeit nicht auf die Erzeugnisse von Werkbundkünstlern und -firmen, sondern bezieht den Wirkungsbereich des Werkbunds – den Alltag und die Waren produzierende Gesellschaft – in seine Arbeit ein.

## Die Sammlung
Die Sammlung wird in folgenden Konstellationen präsentiert: Werkbund-spezifische Produkte und Massenware, kunstgewerbliche Einzelstücke und industrielle Erzeugnisse, Objekte namhafter Gestalter und anonymes Design, künstlerische Entwürfe und individuell gestaltete Notprodukte, puristische Objekte und „Kitsch“, Markenwaren und No-Name-Produkte. Ergänzend gibt es Reihen zur Material-, Form- und Funktionsgeschichte der Dinge im 20. Jahrhundert. Die Sammlung ermöglicht somit sowohl kulturhistorisch und technisch als auch soziologisch orientierte Rekonstruktionen des Umgangs mit Dingen in der Industriegesellschaft.

## Trivia
Eine Schaufensterpuppe aus der Zeit um 1900 wurde für das Cover des Albums Lulu von Lou Reed und Metallica fotografiert.